# الخيط العصبي
تصنيف الخيوط العصبية (NF) على أنها خيوط وسيطة من النوع الرابع توجد في السيتوبلازم للخلايا العصبية . هم بوليمرات البروتين قياس 10 نانومتر في القطر والعديد من ميكرومتر في الطول.  جنبا إلى جنب مع الأنابيب الدقيقة (~ 25   نانومتر) والخيوط الدقيقة (7   نانومتر) التي تشكل الهيكل الخلوي العصبي. يعتقد أنها تعمل في المقام الأول لتوفير الدعم الهيكلي المناسب للمحاوير وتنظيم قطر المحوار، مما يؤثر على سرعة التوصيل العصبي. إن البروتينات التي تشكل الخيوط العصبية هي أعضاء من عائلة البروتينات المتوسطة، والتي تنقسم إلى ستة أنواع بناءً على تنظيمها الجيني وهيكل البروتينات. النوعان الأول والثاني هما الكيراتين التي يتم التعبير عنها في الظاهر. إن النوع الثالث يحتوي على البروتينات فيمنتين ، desmin ، peripherin والدبقية ييفي البروتين الحمضية (GFAP). يتكون النوع الرابع من بروتينات الشعيرات العصبية L و M و H و internexin . النوع الخامس يتكون من اللامينات النووية، والنوع السادس يتكون من البروتين nestin . تشترك جميع جينات الفتيل المتوسطة من النوع الرابع في اثنين من الإنترونات الفريدة التي لم يتم العثور عليها في تسلسل جينات الفتيل المتوسطة الأخرى، مما يشير إلى أصل تطوري مشترك من جين بدائي من النوع الرابع البدائي.
ويطلق على أي خيوط بروتينية تمتد في السيتوبلازم للخلية العصبية اللألياف العصبية.  يستخدم هذا الاسم في التشابك الليفي العصبي لبعض الأمراض العصبية التنكسية .

## بروتينات الشعيرات العصبية
تختلف تركيبة البروتينات من الألياف العصبية اختلافًا كبيرًا عبر السلالات الحيوانية المختلفة. معظمها معروف عن الخيوط العصبية الثديية. تاريخياً، كان يعتقد في الأصل أن الخلايا العصبية الثديية تتكون من ثلاثة بروتينات فقط تسمى بروتين الشعيرات العصبية L (الوزن الجزيئي المنخفض ؛ NfL) ، M (الوزن الجزيئي المتوسط ؛ NfM) و H (الوزن الجزيئي العالي ؛ NfH). تم اكتشاف هذه البروتينات من دراسات النقل المحوري وغالبا ما يشار إليها باسم «ثلاثية الشعيرات العصبية».  ومع ذلك، أصبح من الواضح الآن أن الخيوط العصبية تحتوي أيضًا على البروتين الداخلي  وأن الخيوط العصبية الموجودة في الجهاز العصبي المحيطي يمكن أن تحتوي أيضًا على البروتين المحيطي.  (يختلف هذا عن المحيط 2 الذي يتم التعبير عنه في الشبكية ). وبالتالي فإن الخيوط العصبية للثدييات هي بوليمرات غير متجانسة لما يصل إلى خمسة بروتينات مختلفة: NfL و NfM و NfH و internexin-alpha و peripherin. يمكن لبروتينات الشعيرات العصبية الخمسة أن تتجمع في مجموعات مختلفة في أنواع مختلفة من الخلايا العصبية وفي مراحل مختلفة من التطور. يعتمد التكوين الدقيق للخيوط العصبية في أي خلية عصبية معينة على مستويات التعبير النسبي لبروتينات الخيوط العصبية في الخلية في ذلك الوقت. على سبيل المثال، يكون تعبير NfH منخفضًا في الخلايا العصبية النامية ويزيد بعد الولادة في الخلايا العصبية مع المحاور الميالين.  في الجهاز العصبي البالغ، تحتوي الخيوط العصبية في محاور صغيرة غير مميّزة على المزيد من المحيطات وأقل NfH ، في حين تحتوي الخيوط العصبية في المحاور الكبيرة الميلينية على المزيد من NfH وأطراف أقل. يتم التعبير عن الوحدة الفرعية للخيوط المتوسطة من النوع الثالث، فيمينتين ، في تطوير الخلايا العصبية وعدد قليل من الخلايا العصبية غير المعتادة في البالغين بالاشتراك مع بروتينات من النوع الرابع، مثل الخلايا العصبية الأفقية للشبكية .
يتم تسمية البروتينات الثلاثية بناءً على حجمها النسبي (منخفض، متوسط، مرتفع). الكتلة الجزيئية الظاهرة لكل بروتين يحددها SDS-PAGE أكبر من الكتلة المتوقعة من التسلسل الأميني. ويرجع ذلك إلى الهجرة الكهربي الشاذة لهذه البروتينات وهو متطرف بشكل خاص لبروتينات الخيوط العصبية M و H بسبب محتواها العالي من الأحماض الأمينية المشحونة والفسفرة الواسعة. تحتوي جميع البروتينات الثلاثية للخيوط العصبية الثلاثية على امتدادات طويلة من تسلسل عديد الببتيد الغني بحمض الجلوتاميك ومخلفات اللايسين ، كما تحتوي NfM وخاصة NfH على العديد من مواقع الفسفرة السيرينية المتكررة بشكل مترادف. تحتوي جميع هذه المواقع تقريبًا على الببتيد ليسين-سيرين-برولين (KSP) ، وعادة ما يتم العثور على الفسفرة على خيوط عصبية عصبية وليست تغصنية. NFM الإنسان لديها 13 من هذه المواقع KSP، في حين يتم التعبير عن الإنسان NF-H من اثنين الأليلات واحدة من التي تنتج 44 والآخر 45 يكرر KSP.